# Quartz cristallin
 (janvier 2022).
Si vous disposez d'ouvrages ou d'articles de référence ou si vous connaissez des sites web de qualité traitant du thème abordé ici, merci de compléter l'article en donnant les références utiles à sa vérifiabilité et en les liant à la section « Notes et références ».
Pour les articles homonymes, voir Quartz.

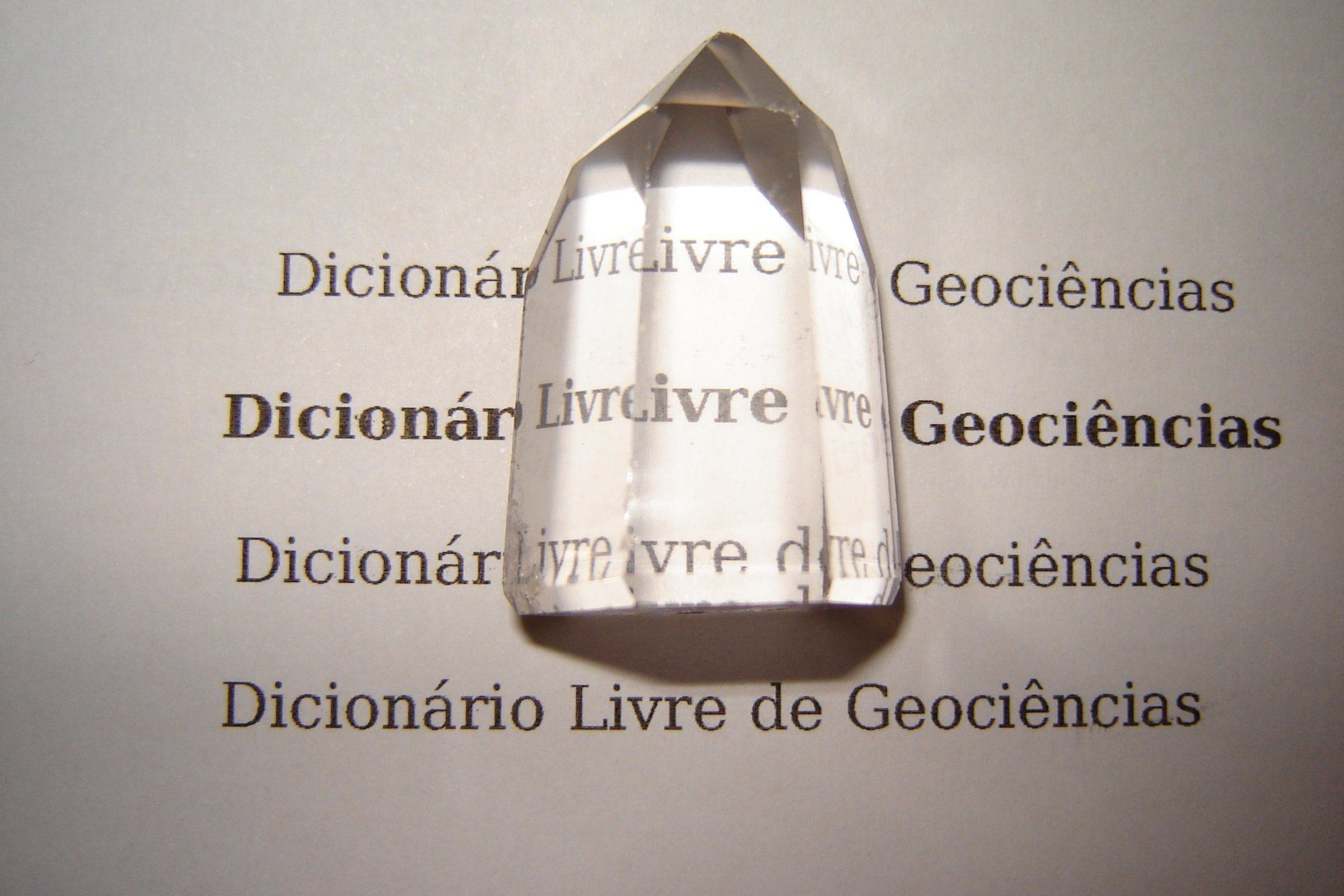
Quartz cristallin. On remarque la transparence du matériau.

Le quartz cristallin est un monocristal biréfringent uniaxe positif obtenu par un procédé hydrothermal. Sa transmission des rayonnements électromagnétiques est bonne de l'ultraviolet dans le vide à l'infrarouge proche.
Le cristal de quartz est très utilisé pour ses propriétés biréfringentes, pour la réalisation de lames d'onde.